# Liste des anciennes communes des Bouches-du-Rhône
Cette page a pour objectif de retracer toutes les modifications communales dans le département des Bouches-du-Rhône : les anciennes communes qui ont existé depuis la Révolution française, ainsi que les créations, les modifications officielles de nom, ainsi que les échanges de territoires entre communes.
Le département, devenu très peuplé, s'illustre par un petit nombre de communes, comme dans toute la Provence. L'accroissement de la population a eu pour conséquence l'émergence de nouvelles communes, au point que, finalement, le département compte plus de communes aujourd'hui, qu'il n'en comptait en 1800, à rebours du mouvement national, donc.
Leur nombre est passé de 110 en 1800  à 119 communes (au 1er janvier 2024).
Autre conséquence du petit nombre de communes, on n'a assisté à aucune fusion au cours du XXe siècle.

## Fusions
| Nom de la nouvelle commune | Communes réunies         | Régime | Date (et nature) de la décision |
| -------------------------- | ------------------------ | ------ | ------------------------------- |
| Eyguières                  | Eyguières                | fusion | 1830                            |
| Eyguières                  | Roquemartine             | fusion | 1830                            |
| Beaurecueil                | Beaurecueil              | fusion | 1827                            |
| Beaurecueil                | Roques-Hautes            | fusion | 1827                            |
| Châteauneuf-le-Rouge       | Châteauneuf-le-Rouge     | fusion | 1819                            |
| Châteauneuf-le-Rouge       | La Galinière             | fusion | 1819                            |
| Lambesc                    | Lambesc                  | fusion | 1807                            |
| Lambesc                    | Suès                     | fusion | 1807                            |
| Arles                      | Arles                    | fusion | 1790-1794                       |
| Arles                      | Albaron                  | fusion | 1790-1794                       |
| Lambesc                    | Lambesc                  | fusion | 1790-1794                       |
| Lambesc                    | Valbonnette-Sainte-Croix | fusion | 1790-1794                       |
| Le Puy-Sainte-Réparade     | Le Puy                   | fusion | 1790                            |
| Le Puy-Sainte-Réparade     | Saint-Canadet            | fusion | 1790                            |
| Roquefort-la-Bédoule       | Roquefort-la-Bédoule     | fusion | 1790-1794                       |
| Roquefort-la-Bédoule       | Julhans                  | fusion | 1790-1794                       |

### 1581
- Ferrières > Martigues*
- L'Isle > Martigues*
- Jonquières > Martigues*

## Créations et rétablissements
| Nom de la commune créée   | Commune affectée          | Mode de création | Date (et nature) de la décision             | Date d'effet                                |
| ------------------------- | ------------------------- | ---------------- | ------------------------------------------- | ------------------------------------------- |
| Carnoux-en-Provence       | Roquefort-la-Bédoule      | Démembrement     | 26 août 1966 (Décret)                       | 29 août 1966                                |
| Carnoux-en-Provence       | Aubagne                   | Démembrement     | 26 août 1966 (Décret)                       | 29 août 1966                                |
| Coudoux                   | Ventabren                 | Démembrement     | 29 mars 1950 (Arrêté)                       | 12 mai 1950                                 |
| Plan-de-Cuques            | Allauch                   | Démembrement     | 23 février 1937 (Loi) 25 février 1939 (Loi) | 23 février 1937 (Loi) 25 février 1939 (Loi) |
| Saint-Étienne-du-Grès     | Tarascon                  | Démembrement     | 12 avril 1935 (Loi)                         | 12 avril 1935 (Loi)                         |
| Ensuès-la-Redonne         | Châteauneuf-les-Martigues | Démembrement     | 16 mai 1933 (Loi)                           | 16 mai 1933 (Loi)                           |
| Ensuès-la-Redonne         | Le Rove                   | Démembrement     | 16 mai 1933 (Loi)                           | 16 mai 1933 (Loi)                           |
| Saint-Martin-de-Crau      | Arles                     | Démembrement     | 7 mars 1925 (Loi)                           | 7 mars 1925 (Loi)                           |
| Sausset-les-Pins          | Carry-le-Rouet            | Démembrement     | 24 mars 1924 (Loi)                          | 24 mars 1924 (Loi)                          |
| Plan-d'Orgon              | Orgon                     | Démembrement     | 27 juillet 1923 (Loi)                       | 27 juillet 1923 (Loi)                       |
| Port-Saint-Louis-du-Rhône | Fos-sur-Mer               | Démembrement     | 28 mars 1904 (Loi)                          | 28 mars 1904 (Loi)                          |
| Port-Saint-Louis-du-Rhône | Arles                     | Démembrement     | 28 mars 1904 (Loi)                          | 28 mars 1904 (Loi)                          |
| Cadolive                  | Saint-Savournin           | Démembrement     | 15 mars 1900 (Loi)                          | 15 mars 1900 (Loi)                          |
| La Bourine                | Auriol                    | Démembrement     | 6 juillet 1880 (Loi)                        | 6 juillet 1880 (Loi)                        |
| La Destrousse             | Peypin                    | Démembrement     | 22 avril 1870 (Décret)                      | 22 avril 1870 (Décret)                      |
| Port-de-Bouc              | Martigues                 | Démembrement     | 13 juin 1866 (Loi)                          | 13 juin 1866 (Loi)                          |
| Port-de-Bouc              | Fos                       | Démembrement     | 13 juin 1866 (Loi)                          | 13 juin 1866 (Loi)                          |
| Le Rove                   | Gignac                    | Démembrement     | 26 avril 1835 (Ordonnance)                  | 26 avril 1835 (Ordonnance)                  |
| Maussane                  | Les Baux                  | Démembrement     | 1796                                        | 1796                                        |
| Mouriès                   | Les Baux                  | Démembrement     | 1796                                        | 1796                                        |
| Paradou                   | Les Baux                  | Démembrement     | 1796                                        | 1796                                        |
| La Galinière              | Châteauneuf-le-Rouge      | Démembrement     | 1793                                        | 1793                                        |
| Fontvieille               | Arles                     | Démembrement     | 1790                                        | 1790                                        |
| Roques-Hautes             | Beaurecueil               | Démembrement     | 1790                                        | 1790                                        |
| Septèmes                  | Les Pennes                | Démembrement     | 1790                                        | 1790                                        |
| Suès                      | Lambesc                   | Démembrement     | 1790                                        | 1790                                        |

## Modifications de nom officiel
| Ancien nom                   | Nouveau nom                  | Date (et nature) de la décision |
| ---------------------------- | ---------------------------- | ------------------------------- |
| Simiane-lès-Aix-et-Marseille | Collongue                    | 1791                            |
| Saint-Paul-le-Fougassier     | Saint-Paul-lès-Durance       | 1791                            |
| Négrel                       | Châteauneuf-le-Rouge         | 1791                            |
| Carry                        | Carry-le-Rouet               | 1791                            |
| Saint-Pierre-de-Mézoargues   | Mézoargues                   | 1793                            |
| Collongue                    | Simiane                      | 1814                            |
| Bouc                         | Albertas                     | 1814                            |
| Albertas                     | Bouc                         | 2 juin 1831 (Ordonnance)        |
| La Ville-des-Trois-Maries    | Les Saintes-Maries-de-la-Mer | 1838 ?                          |
| Fos                          | Fos-sur-Mer                  | 2 février 1888 (Décret)         |
| Châteaurenard                | Châteaurenard-Provence       | 27 juillet 1888 (Décret)        |
| Les Pennes                   | Les Pennes-Mirabeau          | 29 juin 1902 (Décret)           |
| Bouc                         | Bouc-Bel-Air                 | 28 janvier 1907 (Décret)        |
| La Bourine                   | La Bouilladisse              | 20 janvier 1910 (Décret)        |
| Roquefort                    | Roquefort-la-Bédoule         | 23 décembre 1918 (Décret)       |
| La Penne                     | La Penne-sur-Huveaune        | 23 décembre 1918 (Décret)       |
| Simiane                      | Simiane-Collongue            | 18 novembre 1919 (Décret)       |
| Septèmes                     | Septèmes-les-Vallons         | 18 novembre 1919 (Décret)       |
| Salon                        | Salon-de-Provence            | 18 novembre 1919 (Décret)       |
| Saint-Marc                   | Saint-Marc-Jaumegarde        | 18 novembre 1919 (Décret)       |
| Saint-Antonin                | Saint-Antonin-sur-Bayon      | 18 novembre 1919 (Décret)       |
| Peyrolles                    | Peyrolles-en-Provence        | 18 novembre 1919 (Décret)       |
| Lançon                       | Lançon-Provence              | 18 novembre 1919 (Décret)       |
| Gignac                       | Gignac-la-Nerthe             | 18 novembre 1919 (Décret)       |
| La Fare                      | La Fare-les-Oliviers         | 18 novembre 1919 (Décret)       |
| Cornillon                    | Cornillon-Confoux            | 18 novembre 1919 (Décret)       |
| Cuges                        | Cuges-les-Pins               | 20 janvier 1923 (Décret)        |
| Berre                        | Berre-l'Étang                | 23 octobre 1928 (Décret)        |
| Aix                          | Aix-en-Provence              | 2 février 1932 (Décret)         |
| Saint-Mitre                  | Saint-Mitre-les-Remparts     | 5 septembre 1949 (Décret)       |
| Saint-Rémy                   | Saint-Rémy-de-Provence       | 8 avril 1953 (Décret)           |
| Les Baux                     | Les Baux-de-Provence         | 7 août 1958 (Décret)            |
| Mas-Blanc                    | Mas-Blanc-des-Alpilles       | 30 avril 1966 (Décret)          |
| Maussane                     | Maussane-les-Alpilles        | 9 février 1968 (Décret)         |
| Mézoargues                   | Saint-Pierre-de-Mézoargues   | 5 août 1992 (Décret)            |

## Modifications de limites communales
Le plus souvent, les modifications des limites communales décidées par arrêtés préfectoraux ne sont pas répertoriées dans le Journal officiel ni dans le Bulletin officiel.
| La commune de...                  | ... cède du territoire à la commune de... | Précisions                                                                                | Date (et nature) de la décision                  |
| --------------------------------- | ----------------------------------------- | ----------------------------------------------------------------------------------------- | ------------------------------------------------ |
| Vitrolles                         | Rognac                                    | Superficie de 44 a 74 ca                                                                  | 26 mars 2001 (Décret)                            |
| Aubagne                           | Carnoux-en-Provence                       | Superficie de 25 ha 33 a 69 ca                                                            | 6 octobre 1977 (Décret) 11 janvier 1978 (Décret) |
| Eygalières Saint-Rémy-de-Provence | Saint-Rémy-de-Provence Eygalières         |                                                                                           | 23 octobre 1967 (Décret)                         |
| Marseille                         | Septèmes-les-Vallons                      | Superficie de 1 ha 22 a 62 ca 85 habitants                                                | 4 décembre 1961 (Décret)                         |
| Septèmes-les-Vallons              | Marseille                                 | Superficie de 1 ha 10 a 40 ca                                                             | 4 décembre 1961 (Décret)                         |
| Saintes-Maries-de-la-Mer          | Arles                                     |                                                                                           | 9 septembre 1961 (Décret)                        |
| Carry-le-Rouet                    | Ensuès-la-Redonne                         | Hameau de l'Escarayolle                                                                   | 2 février 1950 (Arrêté)                          |
| Orgon                             | Cavaillon (Vaucluse)                      |                                                                                           | 24 juin 1840 (Ordonnance)                        |
| Cabannes                          | Cavaillon (Vaucluse)                      |                                                                                           | 24 juin 1840 (Ordonnance)                        |
| Fontvieille                       | Tarascon                                  | Territoires de Lavisclède, une partie de Montparon, Grès-du-Compte, et Saint-Jean-du-Grès | 21 février 1804 (Arrêté) (1er ventôse an 12)     |